# 克勞奇 (愛達荷州)
克勞奇（英語：Crouch）是一個位於美國愛達荷州博伊西縣的城市。

## 地理
克勞奇的座標為44°06′56″N 115°58′21″W / 44.11556°N 115.97250°W，而該地的平均海拔高度為929米（即3048英尺）。

## 人口
根據2010年美國人口普查的數據，克勞奇的面積為0.98平方千米，當中陸地面積為0.93平方千米，而水域面積為0.05平方千米。當地共有人口162人，而人口密度為每平方千米165.31人。